# Coríndon

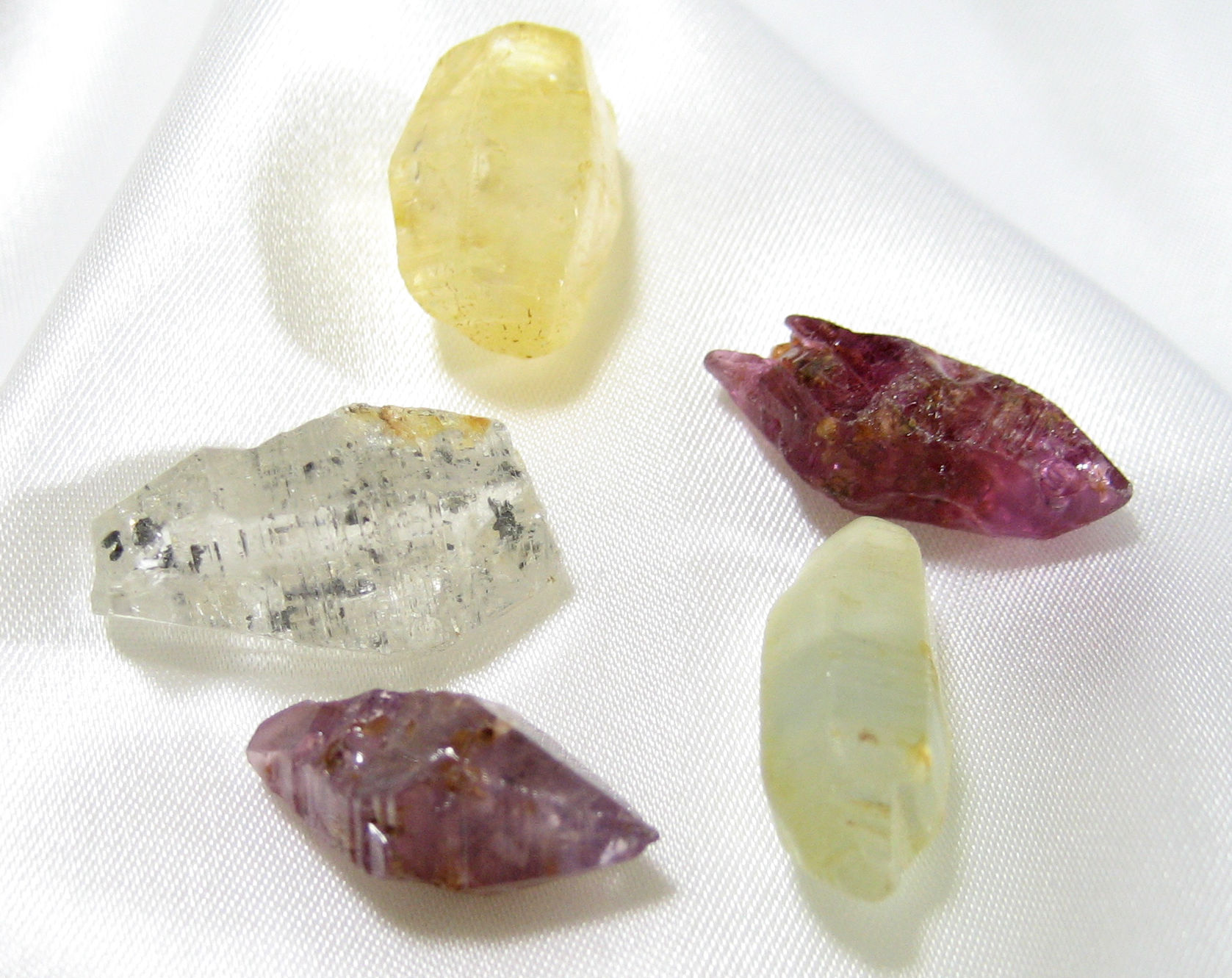
Coríndon

Coríndon, corindo ou corundo é um mineral cristalino a base de óxido de alumínio, que representa valor 9 em dureza, na escala de Mohs. Naturalmente transparente, pode ter cores diferentes de acordo com impurezas que estejam incorporadas à sua matriz. Os espécimes translúcidos são usados como joias. O coríndon de coloração vermelha é chamado de rubi, enquanto as demais tonalidades são chamadas de safiras, não obstante estas sejam mais conhecidas em sua cor azul.

## Etimologia
A palavra coríndon vem do sânscrito kuruvinda, e do tâmil-dravídico kurundan, que significa "mineral muito duro".

## Uso na indústria
É empregado para fabricação de joias, em mecanismos de precisão, como relógios, motores especiais, como abrasivo e esmeril para polimento.

## Características físico químicas

### Composição
É um mineral à base de óxido de alumínio, Al2O3, cristaliza no sistema hexagonal.

### Cristalografia

Estrutura cristalina do coríndon

Seus cristais são geralmente prismáticos, embora possam, algumas vezes, apresentar-se arredondados, à semelhança de pequenos barris, em que é frequente a presença de estriações horizontais profundas. O mineral ocorre na forma de cristais hexagonais perfeitos ou em granulometrias de diversas configurações, ora grossas, ora finas.

### Translucidez e pureza
Com brilho adamantino, os cristais têm dureza nove na escala de Mohs, que vai até dez pontos. A densidade relativa oscila entre 3,9 e 4,1. Podem ser transparentes, translúcidos e opacos.

### Colorimetria
É um mineral alocromático, com diversas cores ou matizes diferentes de uma mesma cor, graças à presença de impurezas metálicas em sua composição. Essa propriedade, é responsável pelo grande número de variedades encontradas na natureza.
O rubi, vermelho vivo, contém cromo, enquanto a safira, azulada, é composta de ferro ou titânio. Pode apresentar-se, ainda, nas cores lilás, amarela, verde, arroxeada e outras. As variedades constituídas exclusivamente de óxido de alumínio são incolores e se denominam safiras incolores.

## Ocorrência
Mineral relativamente comum, encontra-se principalmente nos calcários cristalinos, micaxistos e gnaisses. Algumas rochas magmáticas possuem o coríndon como um de seus minerais primários, é encontrado em formações rochosas e nos aluviões dos rios.
No Brasil, é encontrado em formações rochosas e nos aluviões dos rios nos estados do Rio Grande do Norte, Roraima, Paraíba, Ceará, Minas Gerais, São Paulo, Rio de Janeiro e Paraná.

## Procedência artificial
Em 1837, Marc Antoine Gaudin criou os primeiros rubis sintéticos por fusão de óxido de alumínio a altas temperaturas com uma pequena quantidade de cromo. Em 1847, Jacques-Joseph Ebelmen obteve safira branca fundindo óxido de alumínio com ácido bórico. Em 1877, Frenic e Freil obtiveram cristais de corindon nos quais pequenas pedras poderiam ser cortadas. Frimy e Auguste Verneuil fabricaram rubis artificiais fundindo fluoreto de bário e óxido de alumínio com um pouco de cromo a temperaturas acima de 2000 graus Celsius. Em 1903, Verneuil anunciou um processo de produção de rubis sintéticos em escala comercial baseado neste processo de fusão.
O corindon artificial possui a mesma composição química, estrutura cristalina e as mesmas propriedades do natural, podendo ser fabricado a partir da bauxita, Al2O3.nH2O, e do óxido de alumínio puro.

## Início da fabricação
Safiras e rubis sintéticos têm sido produzidos desde 1902 pelo processo Verneuil e, posteriormente, por processos hidrotermais ou por fusão em fluxos. Os primeiros fabricantes eram suíços, franceses e alemães. A partir de 1940, passou a ser produzido também nos Estados Unidos.